# Nidji
Nidij（彩虹）樂團，是一隊來自印度尼西亞雅加達的搖滾樂團。樂隊成員一共有六位，分別為主音Giring、貝斯手Andro、鍵盤手Run-D、結他手Rama、結他手Ariel、鼓手Adri。而Nidji名字由來源自日本的文字「niji」，意思為彩虹。

## 資料
Nidji樂團以溫柔的曲風聞名，由於受到英倫樂團的影響，曲風也較偏向Brit pop。
至2002年組成在短短幾年間Nidji樂團巳成為印尼最當紅的樂團，Nidji在2008年為印尼當紅電影Laskar Pelangi（彩虹戰士）主唱主題曲。
美國熱門電視連續劇Heroes（英雄）的官方主題曲Heaven便是由Nidji樂團所主唱。

## 專輯
- Breakthru' - 2006
- Breakthru' (英文版) - 2007
- Top Up - 2007
- Ost. Laskar Pelangi - 2008

## 連結
- Nidji官方網站（页面存档备份，存于）
- 雅虎Blog中文介紹Archive.today的存檔，存档日期2013-01-05